# Ana Dias (photographe)
Pour les articles homonymes, voir Ana Dias et Dias.
Ana Dias, née le 15 juillet 1984, est une photographe portugaise, surtout connue pour ses photos de nus féminins pour le magazine Playboy,.

## Biographie
Ana Dias est née à Porto, au Portugal, en 1984. Elle est diplômée de l'École Supérieure Artistique du Porto en arts plastiques, avec une spécialisation en dessin, en 2007. Après ses études, elle a commencé à enseigner la sérigraphie, la lithographie et la gravure dans cette institution. Sa formation en beaux-arts l'a amenée à la photographie, qui est devenue son principal moyen d'expression artistique. En tant que photographe, elle travaille principalement avec la féminité érotique.
En 2012, elle a été la gagnante de la Fotoerotika Konkurs, organisée par l'édition serbe du magazine Playboy, et son travail a été publié dans ce magazine. En novembre 2012, elle a photographié le modèle Raquel Henriques (pt) pour sa première couverture de l'édition portugaise de Playboy. Ana Dias a gagné une réputation et des invitations Playboy du monde entier: Afrique du Sud, Allemagne, Pays-Bas, France, Russie, Brésil, Mexique, Thaïlande, entre autres. Elle est la seule photographe portugaise à faire carrière au sein de Playboy Entreprises collaborant régulièrement à des éditions du magazine dans plus de 20 pays, dont l'édition américaine.

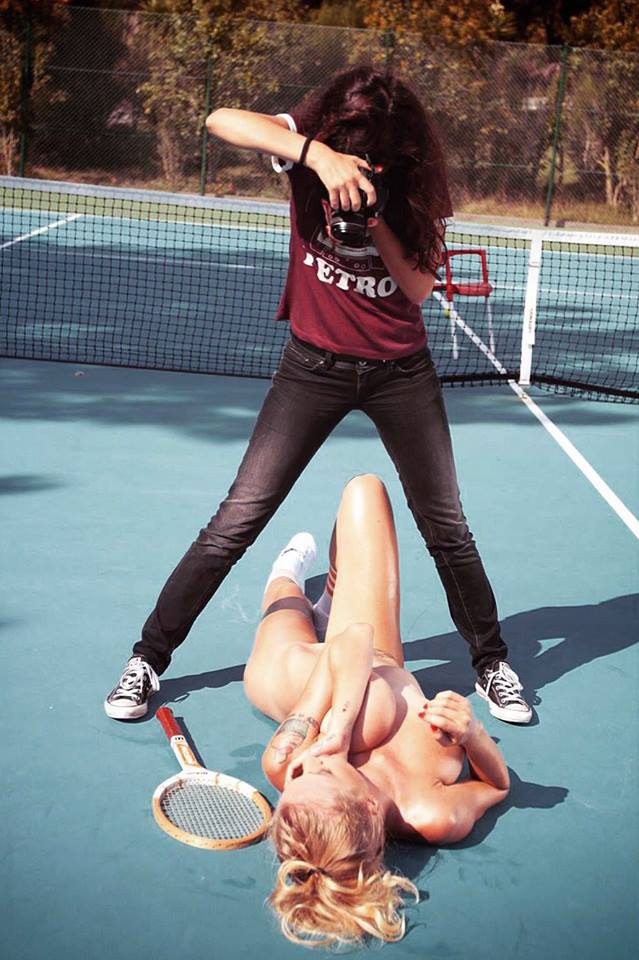
Ana Dias photographiant un modèle féminin

En juin 2015, Ana Dias a été invitée à jouer dans sa propre série web intitulée Playboy Abroad: Adventures with Photographer Ana Dias. Dans chacun des 24 épisodes, elle s'est rendue dans un pays différent pour photographier un modèle différent pour une séance photo de style Playboy. La série web présentait les coulisses des séances de photos, ainsi que les aventures de la photographe avec les mannequins et son équipe,. En 2019, au Mexique, elle photographie pour Playboy le modèle belge Marisa Papen.
En plus de Playboy, son travail de photographe a été publié dans d'autres magazines pour hommes, tels que Lui, FHM, Maxim et INSOMNIA Magazine.

## Expositions
- Playboy World. Théâtre Mansart (France), septembre 2017[9].
- Playboy World. Casino Tróia (Portugal), août 2018.
- Playboy World. Casino Figueira (Portugal), juin 2017[10],[11].
- Playboy World. Casino Lisboa (Portugal), janvier 2017[12],[13].
- Uma Viagem ao Mundo Playboy. Espaço Mude (Portugal), mai 2015[14].